# Arowo

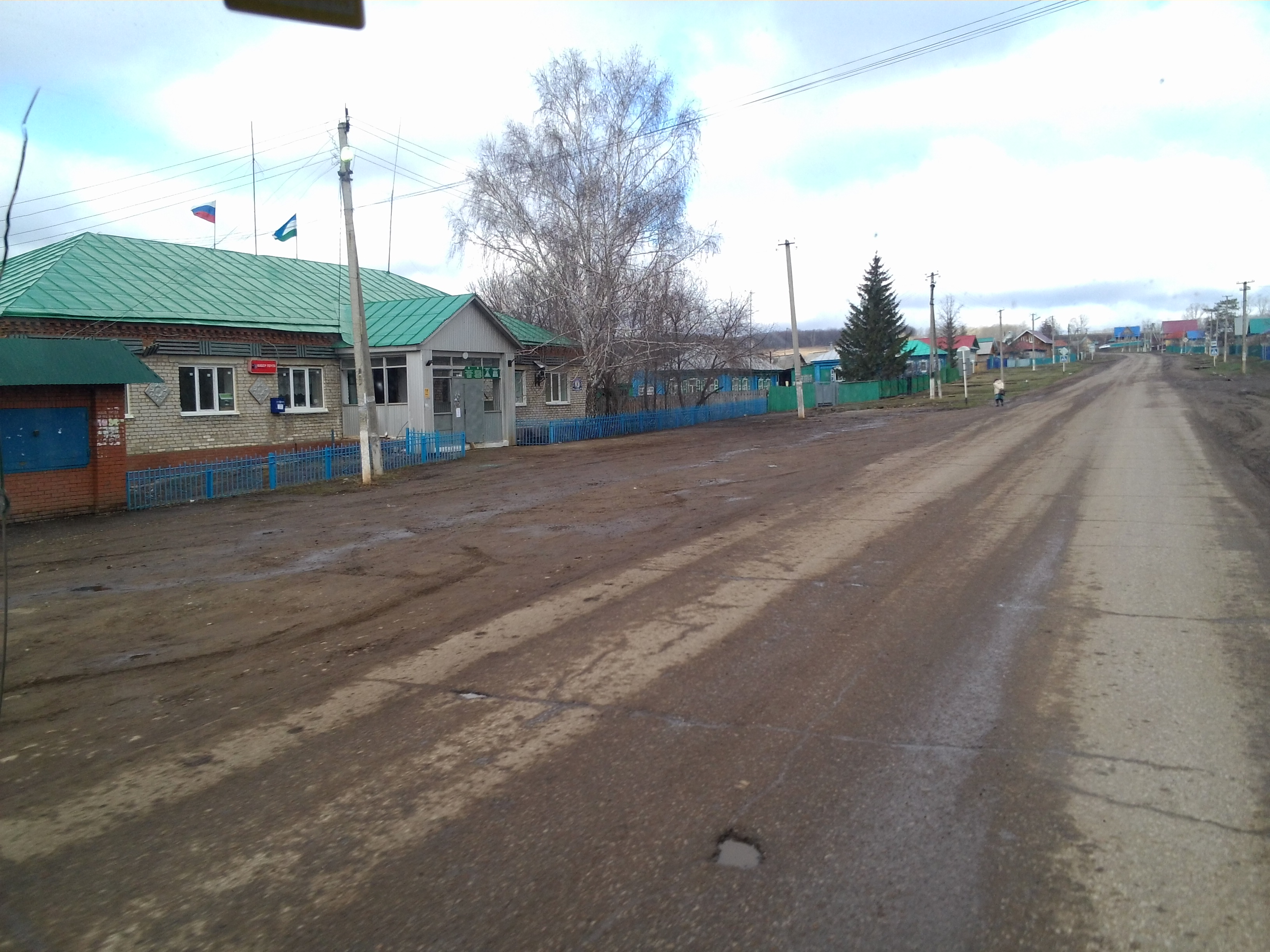
Arowo

Arowo (russisch Арово, Baschkirisch: Ар) ist ein Dorf in Baschkortostan, Russland. Es ist Verwaltungssitz der Landratsgemeinde Arowski selsowet.

## Geographie
Der Ort liegt im Tschischminski rajon, 17 Kilometer bzw. 18 Straßenkilometer östlich vom Verwaltungssitz des Rajons, Tschischmy, entfernt. Der nächstgelegene Ort ist Tschernigowka. Die nächste größere Stadt ist Ufa.

## Bevölkerung
Im Jahr 2010 lebten 549 Menschen im Dorf, die meisten davon Tataren.